# Sarrasquette (Pyrénées-Atlantiques)
Pour les articles homonymes, voir Sarrasquette.
Sarrasquette est une ancienne commune française du département des Pyrénées-Atlantiques. La commune a fusionné avec Bussunarits pour former la nouvelle commune de Bussunarits-Sarrasquette.

## Géographie
Le village fait partie du pays de Cize dans la province basque de Basse-Navarre.

## Toponymie
Son nom basque est Sarasketa ('lieu de saules cendrés').

## Démographie
| 1793 | 1800 | 1806 | 1821 | 1831 | 1836 |
| ---- | ---- | ---- | ---- | ---- | ---- |
| 215  | 192  | 194  | 181  | 192  | 195  |

## Culture et patrimoine

### Patrimoine civil
La croix de carrefour de Sarrasquette est inscrite aux monuments historiques ;
La ferme Etxeparea date du XVIIe siècle ainsi que la maison Etxondoa ;

## Pour approfondir